# Erzbistum Bouaké

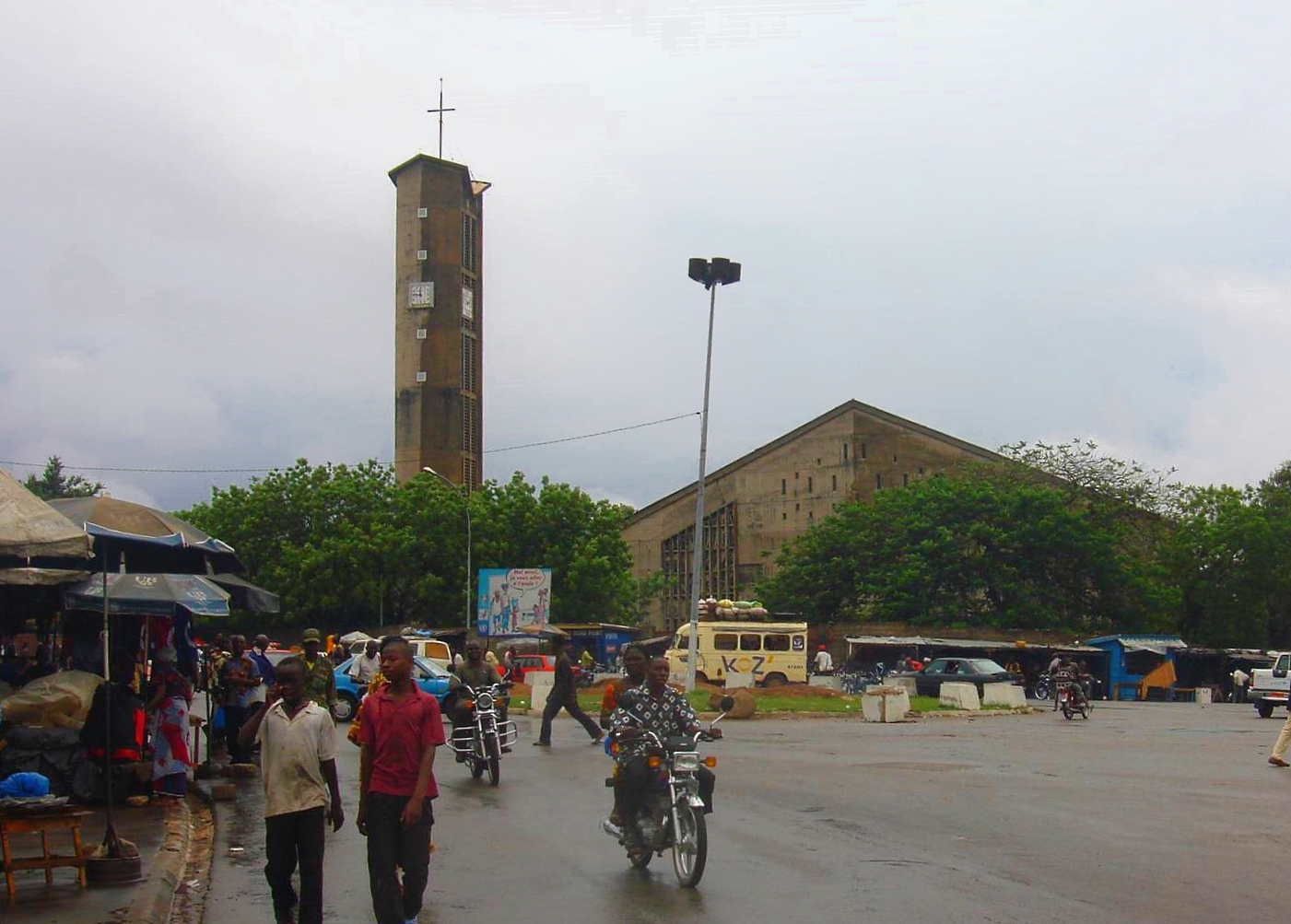
Cathédrale Sainte-Thérèse

Das Erzbistum Bouaké (lat.: Archidioecesis Buakensis) ist eine römisch-katholische Erzdiözese mit Sitz in Bouaké in der Elfenbeinküste. Es umfasst die Départements  Béoumi, Bouaké und Sakassou in der Region Vallée du Bandama und die Départements M'bahiakro und Daoukro in der Region N’zi-Comoé.

## Geschichte
Papst Pius XII. gründete mit der Bulle Quo fructuosius die Apostolische Präfektur Bouaké am 17. Mai 1951 aus Gebietsabtretungen des Apostolischen Vikariates Abidjan.
Am 14. September 1955 wurde sie mit der Apostolischen Konstitution Dum tantis zum Bistum erhoben und dem Erzbistum Abidjan als Suffraganbistum unterstellt. Mit der Apostolischen Konstitution Quo aptius wurde es am 19. Dezember 1994 in den Rang eines Metropolitanerzbistums erhoben.
Teile seines Territoriums verlor es zugunsten der Errichtung folgender Bistümer:
- 13. September 1963 an das Bistum Abengourou;
- 6. März 1992 an das Bistum Yamoussoukro.

## Ordinarien
Apostolischer Präfekt von Bouaké:
- André-Pierre Duirat SMA (26. Oktober 1951 – 14. September 1955)

Bischöfe von Bouaké:
- André-Pierre Duirat SMA (14. September 1955 – 17. Mai 1973)
- Vital Komenan Yao (17. Mai 1973 – 19. Dezember 1994)

Erzbischöfe von Bouaké:
- Vital Komenan Yao (19. Dezember 1994 – 22. September 2006)
- Paul-Siméon Ahouanan Djro OFM (22. September 2006 – 12. Februar 2024)
- Jacques Assanvo Ahiwa (seit 25. Juli 2024)

## Statistik
| Jahr | Bevölkerung | Bevölkerung | Bevölkerung | Priester   | Priester           | Priester         | Priester               | Ständige Diakone | Ordensleute | Ordensleute | Pfarreien |
| Jahr | Katholiken  | Einwohner   | %           | Gesamtzahl | Diözesan- priester | Ordens- priester | Katholiken je Priester | Ständige Diakone | männlich    | weiblich    | Pfarreien |
| ---- | ----------- | ----------- | ----------- | ---------- | ------------------ | ---------------- | ---------------------- | ---------------- | ----------- | ----------- | --------- |
| 1959 | 036.317     | 0578.927    | 6,3         | 30         | 04                 | 26               | 1.210                  |                  | 06          | 33          | 13        |
| 1970 | 059.298     | 0810.000    | 7,3         | 48         | 11                 | 37               | 1.235                  |                  | 55          | 69          | 16        |
| 1980 | 117.817     | 1.200.000   | 9,8         | 57         | 13                 | 44               | 2.066                  |                  | 71          | 84          | 21        |
| 1990 | 235.376     | 1.306.000   | 18,0        | 61         | 22                 | 39               | 3.858                  |                  | 56          | 87          | 24        |
| 1997 | 068.148     | 0684.000    | 10,0        | 48         | 18                 | 30               | 1.419                  |                  | 51          | 69          | 17        |
| 2000 | 125.000     | 1.250.000   | 10,0        | 37         | 19                 | 18               | 3.378                  |                  | 24          | 62          | 06        |
| 2006 | 161.000     | 0975.000    | 16,5        | 55         | 39                 | 16               | 2.927                  |                  | 34          | 57          | 20        |
| 2018 | 221.600     | 01.257.790  | 17,6        | 60         | 48                 | 12               | 3.693                  |                  | 44          | 54          | 31        |